# Moisés Hassan
Issa Moisés Hassan Morales (1942- )es un ex guerrillero y político nicaragüense, sandinista y crítico con Daniel Ortega.
Moisés Hassan fue miembro del Frente Sandinista de Liberación Nacional (FSLN) en cuyas filas participó la lucha guerrillera que puso fin a la dictadura de la familia Somoza, derrocando al tercero de los Somoza, Anastasio Somoza Debayle, sustituyéndola por un gobierno democrático de perfil progresista de izquierda.
Formó parte de la Junta de Gobierno de Reconstrucción Nacional que se creó tras el triunfo de la Revolución Sandinista el 19 de julio de 1979 formada por cinco miembros, tres del Frente Sandinista de Liberación Nacional; Daniel Ortega Saavedra, que hacía las funciones de coordinador de la Junta, Sergio Ramírez y Moisés Hassan y dos empresarios, Alfonso Robelo Callejas y Violeta Barrios de Chamorro. Ejerció los cargos de ministro de la construcción y luego viceministro del interior bajo el mandato de  Daniel Ortega. Fue alcalde de Managua desde 1986 hasta 1989. En 1988 funda el Movimiento de Unidad Revolucionaria, partido sandinista escindido del FSLN, con el que se presentó a las elecciones del 25 de febrero de 1990.

## Biografía
Moisés Hassan Morales nació en Managua (Nicaragua) el 4 de mayo de 1942. Hijo de un emigrante palestino y de una nicaragüense fue el segundo de  seis hijos. Estudió en varios colegios religiosos y estudió ingeniería civil en la universidad Nacional Autónoma de Nicaragua. Obtuvo una beca de  la Alianza para el Progreso estadounidense ingresó en la universidad estatal de Carolina del Norte en Estados Unidos donde obtuvo el doctorado en física. Alternó, durante dos años, los estudios de doctorado con el trabajo de profesor en Managua donde llegó a ser decano de la facultad de Ciencias Básicas en 1971.
Moisés Hassan fue miembro de  la Juventud Patriótica Nicaragüense y luego del Frente Sandinista de Liberación Nacional, con el que participó en la Revolución Sandinista,  del Movimiento del Pueblo Unido y del Frente Patriótico Nacional. En 19 de julio de 1979, tras el triunfo guerrillero y la expulsión del dictador Anastasio Somoza Debayle, fue uno de los cinco integrantes de la Junta de Gobierno de Reconstrucción Nacional, Hassan,  junto con Ortega y Ramírez, representa al FSLN, los otros dos miembros fueron los empresarios Alfonso Robelo Callejas y Violeta Barrios de Chamorro.
Durante la lucha contra Somoza fue uno de los dirigentes del "Frente Interno" que tomó la mitad oriental de Managua y los departamentos de Carazo, Rivas y Granada completando el control, por parte del FSLN, de la costa del Pacífico.
A finales de los años ochenta del siglo XX comienza a discrepar sobre la línea oficial de FSLN liderada por Daniel Ortega. Tras participar en el gobierno surgido de las elecciones del  4 de noviembre de 1984 como ministro de la construcción y luego viceministro del interior. Presenta su renuncia al FSLN el 19 de junio de 1985. En 1986 acepta la propuesta de Daniel Ortega de presentarse a la alcaldía de Managua. Las discrepancias con la línea oficial del FSLN crecen y en 1988, tras haber roto con el FSLN, funda el Movimiento de Unidad Revolucionaria (MUR).
En 1989 renuncia a la alcaldía de la capital y se prepara para presentar, como candidato del MUR a las elecciones de febrero de 1990, surgidas de los acuerdos de paz. En esas elecciones el MUR quedó en tercer lugar con 16,751 votos (1.10%) y solamente obtuvo una representación en la cámara que fue ocupada por Moisés Hassan. Posteriormente el partido se disolvió y Moisés Hassan se integró en el Partido Acción Ciudadana (PAC) que entre 2005 y 2006 formó parte de la Alianza Herty 2006 luego Movimiento Renovador Sandinista que respaldaba la candidatura presidencial de Herty Lewites.  .  
En el año  2015 surge una disputa dentro del PAC por el liderazgo del mismo entre Moisés Hassan y Mario Lionnet Valenti que en 2016 la Corte Suprema de Justicia de Nicaragua declaró a ambas dirigencias como ilegales anulando todas las asambleas del partido, al igual que con otros partidos opositores, imposibilitando a la agrupación de participar en las elecciones de 2016.
Muy crítico con el FSLN opina que 

El Frente Sandinista desapareció lentamente como real partido entre 1990 y 1995, pasando a convertirse, desde luego sin abandonar el nombre, en la pandilla de Daniel Ortega. Cuando yo escribo o hablo trato de dejar muy clara la diferencia.

En el marco de las Protestas en Nicaragua de 2018-2019 se posicionó directamente a favor del adelanto electoral y contra el gobierno de Ortega.

## Obra escrita
- La Maldición del Güegüense Año: 2009 Editor: PAVSA   ISBN: 10:9992420189, 13:9789992420188